# Bajtava
Bajtava (maďarsky Batva) je obec na Slovensku v okrese Nové Zámky. Žije zde 392 obyvatel. V roce 2011 zde žilo 408 obyvatel. Je zde mateřská škola s vyučovacím jazykem maďarským.

## Pamětihodnosti
V obci se nachází římskokatolický kostel Narození Panny Marie ze 17. století.